# Комарова (Иркутская область)
Комарова — деревня в Черемховском районе Иркутской области России. Входит в состав Бельского муниципального образования. Находится примерно в 27 км к югу от районного центра.

## Население
| 2002 | 2010 | 2011 | 2012 |
| ---- | ---- | ---- | ---- |
| 20   | ↘19  | →19  | →19  |